# Ridolfia
Ridolfia là chi thực vật có hoa trong họ Apiaceae.